# Diego Garrido Valencia
Diego Garrido Valencia, conocido futbolistícamente como Dieguito (Jerez de la Frontera, Cádiz, España, 30 de marzo de 1959) es un exfutbolista español que se desempeñaba como centrocampista.

## Carrera
Fue el autor del gol que dio el primer Trofeo Carranza al Cádiz C. F., y fue autor del primer gol en el Estadio Municipal de Chapín

## Clubes
| Club                 | País   | Año       |
| -------------------- | ------ | --------- |
| Cádiz C. F.          | España | 1981-1987 |
| Xerez Club Deportivo | España | 1987-1989 |
| Atlético Sanluqueño  | España | 1989-1991 |